# Formação geológica

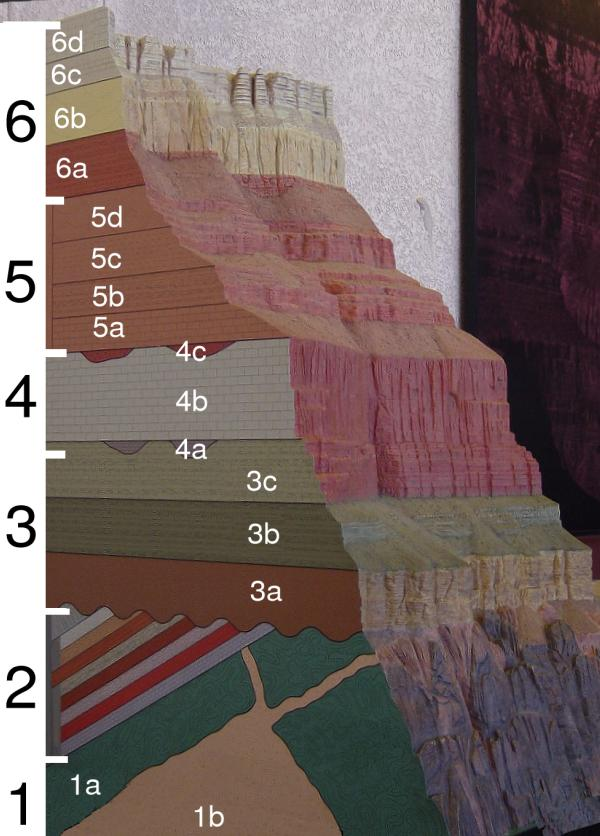
Seção geológica do Grand Canyon, Estados Unidos. Números pretos correspondem à grupos de formações e números brancos correspondem à formações (clique na figura para ver mais detalhes).

Em Estratigrafia, um ramo da Geologia, uma formação geológica é um conjunto de rochas ou minerais que tem características próprias, em relação à sua composição, idade, origem ou outras propriedades similares. É a unidade básica fundamental da litoestratigrafia, para a nomeação de um conjunto de rochas. Para ser classificada como formação, este conjunto de rochas necessita, além de ser distinguível de outros conjuntos de rochas, possuir distribuição geográfica ampla o suficiente para ser mapeável individualmente, em superfície e/ou em subsuperfície. Formações não são definidas pela espessura dos extratos de rocha que a constituem e portanto a espessura de formações pode variar amplamente. Uma formação pode ser subdividida em membros ou agrupada em grupos.
Um exemplo brasileiro de formação é a Formação Rio Bonito, localizada na Bacia do Paraná, formada principalmente por arenitos e portadora de extensos depósitos de carvão mineral, que são extraídos no sul do Brasil.